# Hexanitrostilben
Hexanitrostilben (HNS) ist ein temperaturbeständiger Explosivstoff, der insbesondere bei Sprengungen in sehr heißen Erdöllagerstätten zum Einsatz kommt. HNS ist weniger brisant als Hexogen (RDX), besitzt aber einen höheren Schmelzpunkt von ca. 320 °C.

## Gewinnung und Darstellung
Die Synthese von HNS durch Reaktion von Trinitrobenzylchlorid mit alkoholischer KOH wurde erstmals von Shipp beschrieben.

## Eigenschaften
- Hellgelbe orthorhombische Kristalle
- Wenig löslich in Aceton, Methylethylketon, Essigsäure 100 %, Dimethylformamid (DMF)
- Moderat löslich in Dimethylsulfoxid (DMSO)
- Kann aus HNO3, Aceton, Dimethylformamid oder Nitrobenzol umkristallisiert werden.
- HNS ist in einem weiten Temperaturbereich stabil (von −200 °C bis 250 °C) und wird daher auch als Explosivstoff in Raumfahrtapplikationen wie z. B. Trennschrauben usw. verwendet.

### Explosionskenngrößen
Die Verbindung ist im trockenen Zustand durch Schlag, Reibung, Wärme und andere Zündquellen besonders explosionsgefährlich und fällt im Umgang unter das Sprengstoffgesetz.
| Sauerstoffbilanz           | −67,5 %[1]                                       |
| Stickstoffgehalt           | 18,67 %[1]                                       |
| Normalgasvolumen           | 893 l·kg−1[1]                                    |
| Explosionswärme            | 4056 kJ·kg−1 (H2O (l)) 3980 kJ·kg−1 (H2O (g))[1] |
| Spezifische Energie        | 975 kJ·kg−1 (99,4 mt/kg)[1]                      |
| Bleiblockausbauchung       | 30,1 cm3·g−1[1]                                  |
| Stahlhülsentest            | Grenzdurchmesser 5 mm[6][7]                      |
| Schlagempfindlichkeit      | 5 Nm[1]                                          |
| Reibempfindlichkeit        | ab 235 N Stiftbelastung Knistern[1]              |
| Detonationsgeschwindigkeit | 7.000 m/s[1]                                     |

## Verwendung
In der Militärtechnik wird zwischen HNS-I, HNS-II, HNS-IV und HNS-V unterschieden. Diese Bezeichnungen charakterisieren die Zusammensetzung und Partikeleigenschaften von HNS. Während mit HNS-I das mit dem Hexanitrobibenzyl verunreinigte HNS beschrieben wird, bezeichnet HNS-II umkristallisiertes HNS mit mindestens 98,50 Gew-% Reinheit. HNS-IV kennzeichnet ein Material, welches durch Umfällen von HNS-II gewonnen wird und eine BET-Oberfläche von 5 bis 25 m2/g aufweist. HNS-V schließlich ist HNS-IV, welches mit DMSO gewaschen wurde und frei von DMF-Spuren ist. HNS findet hauptsächlich Anwendung in Verstärkerladungen für Sprengladungen und in sogenannten Explosive-Foil-Initiator (EFI)-Zündern.
Ein Gehalt von 1 % HNS in geschmolzenem TNT verhindert die Bildung von Rissen bei der Erstarrung. Aufgrund seines niedrigen kritischen Durchmessers von 0,4 mm kann HNS metallummantelt in sogenannten Schneidschnüren verwendet werden. 
HNS wird zusammen mit Hexanitroazobenzol CAS-Nr. [19159-68-3] in schwachen, bis 170 °C lagerbeständigen, Aluminium-gekapselten Zündern eingesetzt. 